# Spanien i olympiska vinterspelen 1998
Spanien deltog med 12 deltagare vid de olympiska vinterspelen 1998 i Nagano. Ingen av landets deltagare erövrade någon medalj.